# Шмидт, Кармела
Кармела Шмидт(-Эртель) (нем. Carmela Yvonne Schmidt(-Ertel); род. 16 мая 1962, Галле) — восточногерманская пловчиха, чемпионка и призёр чемпионатов Европы и мира, призёр летних Олимпийских игр 1980 года в Москве.

## Карьера
На Олимпиаде в Москве Шмидт выступала в плавании на 200 и 400 метров вольным стилем. В обоих дисциплинах она стала бронзовым призёром Олимпийских игр. Была заявлена также (но не участвовала) в эстафете 4×200 метров вольным стилем, в которой сборная ГДР стала олимпийским чемпионом с мировым рекордом (4:06,67 с).
В 1981 году в Сплите (Югославия) на чемпионате Европы завоевала две золотые (плавание на 200 и 800 метров вольным стилем) и серебряную (400 метров вольным стилем) медали. На следующий год в Гуаякиле (Эквадор) на чемпионате мира Шмидт победила на дистанции 400 метров вольным стилем и завоевала бронзу на дистанции 800 метров вольным стилем.

## Семья
Состояла в браке с гребцом, участником летних Олимпийских игр 1988 года в Сеуле Карлом Эртелем. Брак впоследствии распался.